# Pago

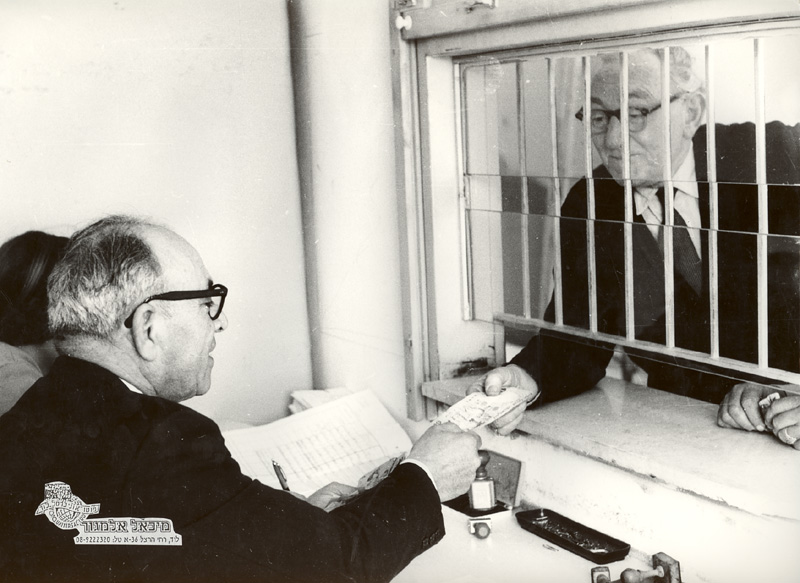
El pago es la forma natural de cumplir una obligación y el modo normal de extinguirla.

En derecho, el pago es el cumplimiento de una obligación y el principal modo de extinguir las obligaciones. Consiste en el cumplimiento efectivo de la prestación debida, sea esta o no monetaria, Pago o cumplimiento es la entrega de la cosa o cantidad debida de un trabajo.
Si el pago es producto de una sanción administrativa o penal se conoce como pena pecuniaria o multa.
Siempre constituye un egreso monetario. Cuando se recibe un pago que es un ingreso monetario se denomina cobro.

## Naturaleza y características
El pago es el cumplimiento de la obligación, a través del cual se extingue ésta, satisfaciendo el interés del acreedor y liberando al deudor. El pago de la deuda debe ser completo (excepto en casos en donde se acuerde un cumplimiento parcial). 
Algunos autores como Díez-Picazo lo entiende como el acto debido y otros como Ferrara como un acto jurídico. 

### Sujeto activo (¿quién realiza el pago?)

#### Pago por el deudor
El pago debe hacerlo, en primer lugar, el deudor. Este debe tener capacidad para enajenar y libre disposición de dar si la obligación es de dar y legitimación.
Teniendo en cuenta en las obligaciones de hacer se da el pago solo cuando el objeto o acción mandada a realizar se realiza o  se entrega el objeto al acreedor desprendiéndose de la obligación y  liberando así al deudor de la obligación; y en las de no hacer, el cumplimiento del pago es que el sujeto deudor no haga la obligación hasta el término pactado por la obligación.
En las obligaciones de dar es el entregar el objeto convenido y en las de dinero es cumplir con la deuda.
Muchos hablan de la satisfacción por parte del acreedor al cumplir el deudor con el pago, lo cual es irrelevante porque si el acreedor no se encuentra satisfecho con el pago no habría pago ya que no extinguirá la obligación.

#### Pago por un tercero
También puede hacer el pago un tercero en nombre del deudor, con consentimiento cabría supererogación, sin consentimiento (ignorando el pago) no cabría subrogación pues el deudor debe tener conocimiento o en contra del deudor, en cuyo caso no podrá repetir en aquello que le hubiese sido útil.
El pago por un tercero siempre extingue la obligación pagada pero hace nacer otras obligaciones.
El tercero paga en nombre y representación del deudor o paga con conocimiento y autorización del deudor, se crea entonces una nueva obligación. El tercero tiene toda la protección del sistema jurídico para exigir el pago.
El deudor no tiene idea de que se realiza el pago.
La tercera persona paga en contra de la voluntad del deudor. 
El derecho romano señala que el tercero carece de acción para exigir al deudor que le regrese su pago (obligación natural)
Dentro del CCDF se llega a la conclusión de que el pago puede ser hecho por cualquier persona, tanto por el deudor como por un tercero, ya que el acreedor se encuentra obligado a aceptar el pago.

### Sujeto pasivo (¿quién recibe el pago?)
El pago debe hacerse al acreedor o a quien lo represente legalmente. Este último caso puede ser la persona a quien le ha otorgado un poder o aquella que tiene la representación legal de un incapaz (padre o tutor de un menor de edad, curador de un demente declarado en juicio. etc.).

### Objeto del pago
Debe coincidir con el contenido de la obligación. Si la obligación consistía en la entrega de una cosa determinada y ésta se hubiese deteriorado sin culpa del deudor, el acreedor debe aceptarla en el estado que se encuentre.
Sin embargo, el deudor puede cumplir con una protección distinta siempre que el acreedor dé su consentimiento. A esta modalidad de pago se le llamó dación en pago (datio in solutio). Ante esta pregunta, el pago debe hacerse tal cual se estipuló en el contrato.
Hay casos en que el deudor realiza el pago sin coincidir con lo estipulado. Hoy día en materia de derecho privado no es común. Pero en materia pública se prestan cláusulas de dación en pago.

#### Métodos de pago
- Efectivo (monedas y/o billetes de curso legal).
- Cheque
- Pagarés
- Letra de cambio
- Pagos electrónicos:
  - Tarjeta de débito
  - Tarjeta de crédito
  - Transferencia electrónica (vía web)
  - Pago móvil
- Plataformas virtuales:
  - Zelle
  - PayPal
  - Reserve
  - AirTM
  - Zinli
  - Wally
  - Mony
  - Payoneer
  - Payeer
  - Binance
- Contra reembolso: La ley de Contrarembolso Contraentrega o Contrafactura es la adquisición de un producto y o servicio con su anticipado pago al vendedor, el cual tiene hacer la factura está se hará quiera o no el comprador y la garantía de mínimo 6 meses por el producto que puede ser extendida de ser el caso que lo quiera el comprador y el envio se realiza luego de todo lo antes mencionado ya sea por una empresa que maneja el mismo sistema o mensajería propia.
- De no ser pago el vendedor tiene todo el derecho de no enviar nada, dado a que no se  hace la compra conforme a la ley de Contrarembolso actual aplicada el 23 de agosto del año 2022. Aprobada por los senadores y diputados en el congreso de la nación Argentina.
- Está ley solo aplica en este caso a la Argentina España Portugal e Inglaterra.
- Contrarembolso Contraentrega o Contrafactura es la adquisición de un producto y o servicio con su anticipado pago al vendedor.

### Lugar del pago

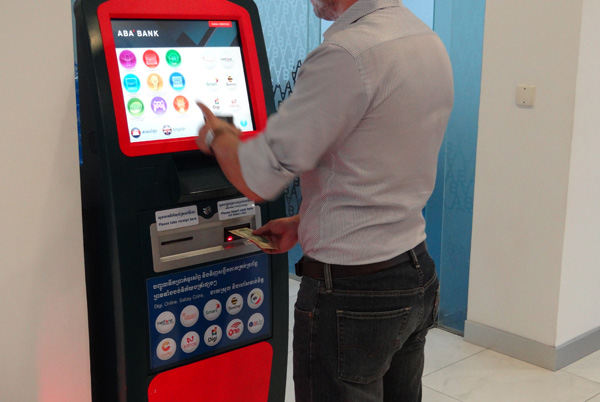
El comercio ha invertido en tecnologías para pagar y así dar facilidades al deudor.

Será el estipulado en el contrato, en caso contrario se siguen las siguientes reglas.
Si se trataba de cosas inciertas (genéricas) o de cosas fungibles (cosas que pueden ser reemplazadas unas por otras), el cumplimiento debe hacerse en el domicilio del deudor, donde el acreedor podía reclamarlo judicialmente, si por el contrario se trataba de la entrega de un bien inmueble o de otra cosa cierta (específica), el lugar era aquel en donde estuvieran los bienes. Hoy día en materia procesal si nada se ha dicho, para cosas genéricas o fungibles en el domicilio del deudor si se trataba de la entrega de un bien inmueble en donde está ese bien.
Es importante que el lugar de pago sea un sitio conocido, seguro y de fácil acceso. Efectuar pagos fuera de estas condiciones se podría prestar a la comisión de delitos como secuestro o violación.
En lo que respecta al tiempo del pago este debe cumplirse en el tiempo estipulado en la obligación, pero si no lo hubieran establecido las partes, se aplica la regla de que la prestación se debe cumplir desde el día en que nace la obligación. 
No obstante, lo anterior, el cumplimiento de la obligación estará sujeta a la naturaleza y al alcance de la propia prestación. De manera tal que el deudor debe cumplirla cuando razonablemente pudiera hacerlo. Ejemplo: Al comprometerse hacer un puente, no se estipula la fecha, no se puede cumplir en un solo día.
Aunque para pintar un cuadro no se establezca un plazo de tiempo, no significa que se pueda demorar un mes cuando se puede realizar el trabajo en unos cuantos días.
En caso de insolvencia declarada judicialmente (concurso de acreedores o quiebra) las obligaciones pendientes se tornan exigibles en forma inmediata.

### Tiempo
Si la obligación es pura (no depende de ninguna condición), es desde el momento en que nazca la obligación; si es condicional, cuando se cumpla la condición; y si es a plazos (con día cierto), será exigible cuando el día llegue a no ser que el deudor haya perdido su derecho.

#### Al contado
Es una voz comercial que significa la forma de pago sin plazo señalado, o sea, al momento de contraerse la deuda, originada por la entrega de mercancías o valores, en contraposición a la forma de pago a plazo. El pago al contado se efectúa no solo "en dinero contante" sino también en letras, giros, cheques y demás documentos de crédito. Para facilitar las operaciones comerciales, existe dentro del contado una especie de plazo, como sucede por ejemplo en las compras que se hacen sucesivamente dentro de un mes y que se pagan al final del mismo o algunos días más tarde.

### Imputación del pago
Acto por el que el deudor tiene varias deudas de la misma especie a favor de un solo acreedor; determina a cuál de ellas atribuye el pago.
El único requisito es la aceptación por el acreedor, el cual una vez acepte el pago no podrá impugnarlo posteriormente, salvo que se pruebe causa invalidante del contrato. Pero tiene límites; si la deuda devenga intereses, el pago no podrá entenderse imputado al principal mientras no estén cubiertos los intereses. 
Si ni acreedor ni deudor efectúan la imputación usamos las reglas generales:
1. Se entenderá hecha la imputación para la deuda más onerosa al deudor entre todas las .
2. Si todas las vencidas son de igual naturaleza y gravamen, el pago será de todas a prorrata..

## Pago sin causa
Todo pago supone la existencia de una deuda antecedente. De ahí que al pagar una deuda que nunca existió, se le permite al que ha pagado recuperar su dinero. 

### Pago con subrogación
Hay subrogación cuando un acreedor sustituye a otro en el derecho de una deuda. La deuda en sí no sufre modificación. Existen dos tipos de subrogación: la convencional se da cuando el acreedor recibe de un tercero el pago de la deuda, y es así sustituido en sus derechos. La legal se da de pleno derecho en distintas disposiciones de la ley. Por ejemplo, el coobligado solidario al que se le exige toda la obligación, tendrá el derecho de exigirle su parte a los demás obligados como si fuera un acreedor.
La responsabilidad del deudor no disminuye ni aumenta por la subrogación; sigue siendo exactamente la misma.
Casos de subrogación convencional:
1. Opera la subrogación a favor del acreedor que paga a otro acreedor de mejor derecho en virtud de un privilegio o hipoteca
2. Opera la subrogación a quienes habiendo comprado un inmueble se ve obligados a pagarle a los otros acreedores
3. Opera la subrogación a favor de quien paga una deuda a quien se encontraba obligado solidaria o subsidiariamente
4. Opera la subrogación a favor del heredero befeciario que ha pagado con su propio dinero las deudas de la herencia.
5. opera la subrogación a favor del que ha prestado al deudor dinero para el pago.

La subrogación convencional es aquella que se produce cuando el acreedor recibe el pago de un tercero y el acreedor decide voluntariamente subrogarlo en todos los derechos que tiene como tal, lógicamente opera cuando no opera la subrogaciones legal.
para que se dé la subrogación convencional debe estar expresa mediante una carta de pago a efectos de la subrogación convencional y legal al nuevo a creedor se le traspasan todos los derechos, privilegios, prendas e hipotecas para hacerlas efectivas tanto al deudor principal como al subsidiario.

### El pago por consignación
Se produce cuando el deudor queda liberado, cuando pese a sus esfuerzos,el pago no ha podido efectuarse, debido a que el acreedor se negare a recibirlo sin razón, estuviere ausente o incapacitado para recibirlo. Se produce depositando los bienes muebles a la autoridad judicial. 
El objetivo es detener el curso de los intereses, transferir al acreedor el riesgo de la cosa y hacer recaer sobre este los gastos de conservación. El acreedor deberá pagar al deudor los gastos de conservación de la cosa así como los gastos del juicio de consignación.
Para operar la consignación, se necesita que el deudor haya hecho repetidos intentos de pago al acreedor, de toda la obligación, y que un notario de fe de los repetidos intentos de pago por parte del deudor.
La Ley establece esta modalidad de pago, como medio de defensa que tiene el deudor contra su acreedor que no quiere recibir el pago o que se encuentra en un estado de repugnancia del mismo y que no manifiesta las razones por las cuales no le recibe dicho pago al deudor.